# Bagne d'Anvers

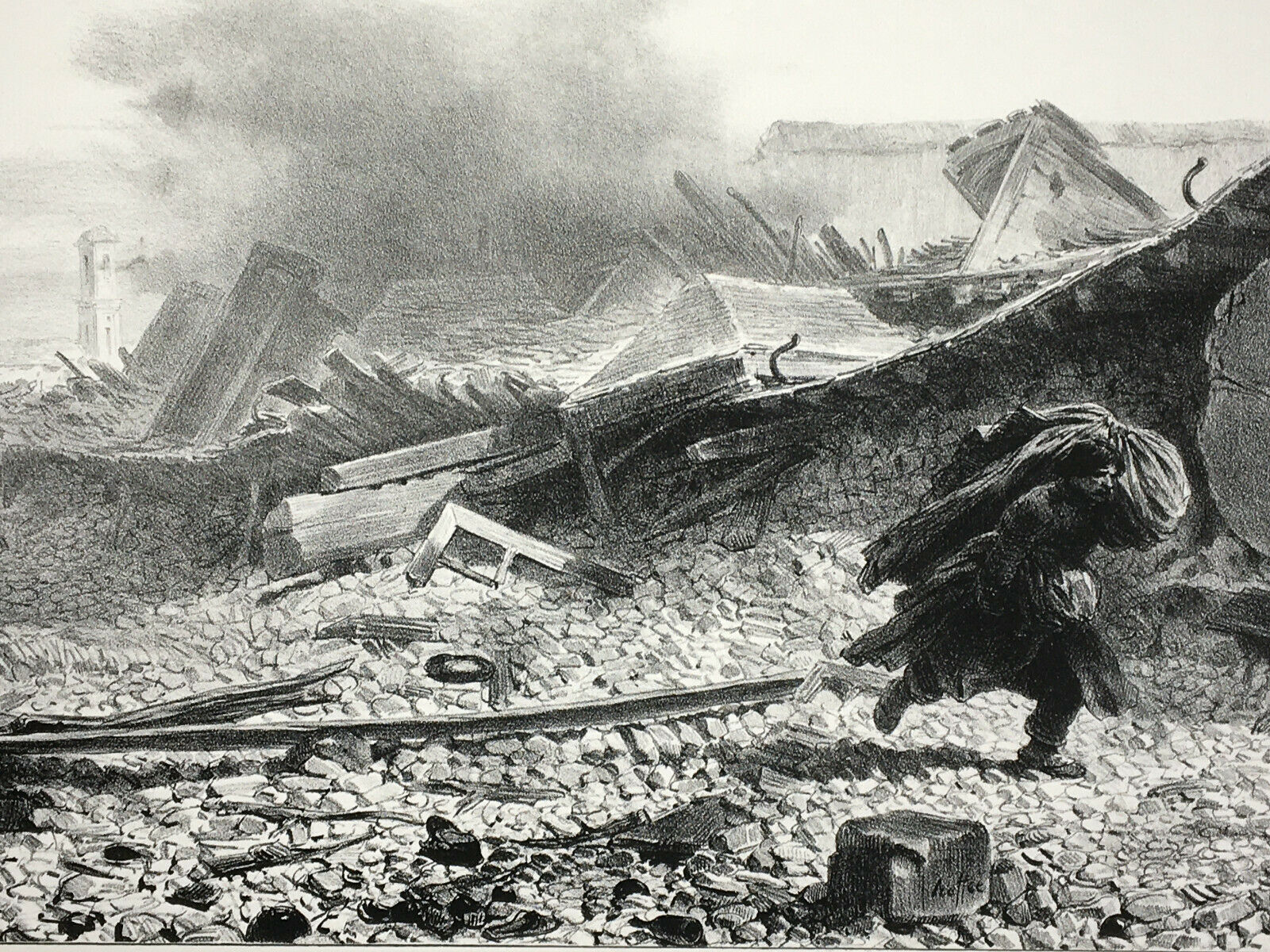
Ruines du bagne d'Anvers par Auguste Raffet, lithographie Bertauts, Paris, XIXe siècle

Le bagne d'Anvers est un ancien établissement pénitentiaire fondé à Anvers en 1804, transformé en maison de détention en 1816 et définitivement fermé en 1822.

## Historique
Le bagne est créé en 1804 à Anvers, à l'initiative de Napoléon en vue de fournir de la main d'œuvre pour la construction de chantiers navals pour la marine militaire,,.. Sous Guillaume 1er, en 1816, le bagne devient une maison de détention, fermée en 1822 à la suite de la réforme du système pénitentiaire.
Les bâtiments du bagne sont incendiés en 1832 lors du siège de la citadelle d'Anvers.
Le bagne d'Anvers fut le seul bagne ouvert en Belgique.